# Liste des œuvres d'art de la Creuse
 (septembre 2022).
Cet article vise à recenser les œuvres d'art dans l'espace public de la Creuse, en France.

## Liste
Les œuvres sont classées par ordre alphabétique de communes et, au sein de celles-ci, par ordre chronologique d'installation, dans la mesure des informations disponibles.

### Sculptures
| Œuvre                                       | Auteur                                                     | Commune                  | Localisation                                                         | Notes | Installation | Coordonnées                      | Illustration                                                                                 |
| ------------------------------------------- | ---------------------------------------------------------- | ------------------------ | -------------------------------------------------------------------- | --- | ------------ | -------------------------------- | -------------------------------------------------------------------------------------------- |
| Spirit House                                | Marina Abramović                                           | Bourganeuf               | Gorges du Verger                                                     | | 2001         | 45° 56′ 49″ nord, 1° 45′ 48″ est | Image manquante                                                                              |
| Statue de Pierre Leroux                     | Alphonse Dumilatre                                         | Boussac                  | À déterminer                                                         | Représente Pierre Leroux. | À déterminer | à géolocaliser                   | Statue de Pierre Leroux                                                                      |
| Licorne dressée                             | À déterminer                                               | Boussac                  | Devant l'hôtel de ville                                              | | 2010         | à géolocaliser                   | Licorne dressée« Licorne dressée à Boussac », sur À nos grands hommes                        |
| Statue de saint Blaise                      | À déterminer                                               | Chamberaud               | Sur le parvis de l'église Saint-Blaise                               | Représente Blaise de Sébaste. | À déterminer | à géolocaliser                   | Statue de saint Blaise                                                                       |
| Monument à Aimé Monteil                     | À déterminer                                               | Chénérailles             | Sur la place du Champ-de-Foire                                       | | À déterminer | 46° 06′ 43″ nord, 2° 10′ 35″ est | Image manquante                                                                              |
| Buste d'Armand Guillaumin                   | Paul Paulin                                                | Crozant                  | A côté de l'église Saint-Étienne, route Isabelle d'Angoulême (RD 72) | Représente Armand Guillaumin. | 1908         | 46° 23′ 33″ nord, 1° 37′ 17″ est | Buste d'Armand Guillaumin                                                                    |
| Saint Julien                                | Hal Wilson                                                 | Dontreix                 | À déterminer                                                         | | À déterminer | à géolocaliser                   | Image manquante                                                                              |
| Buste d'Armand Fourot                       | Thérèse Quinquaud                                          | Évaux-les-Bains          | Sur la place Armand-Fourot                                           | Représente Armand Fourot. | 1909         | à géolocaliser                   | Buste d'Armand Fourot« Monument à Armand Fourot à Évaux-les-Bains », sur À nos grands hommes |
| Playground circulaire                       | Stalker                                                    | Faux-la-Montagne         | À déterminer                                                         | | 2002         | 46° 02′ 16″ nord, 2° 03′ 46″ est | Image manquante                                                                              |
| A riveder le stelle                         | Anne Deguelle                                              | Felletin                 | Pylône électrique                                                    | | 1998         | 45° 53′ 04″ nord, 2° 10′ 26″ est | Image manquante                                                                              |
| Buste de Jean-Jacques Courtaud Diverneresse | À déterminer                                               | Felletin                 | À déterminer                                                         | Représente Jean-Jacques Courtaud Diverneresse.                                                                                               | À déterminer | 45° 53′ 01″ nord, 2° 10′ 24″ est | Buste de Jean-Jacques Courtaud Diverneresse                                                  |
| Buste de Philippe Quinault                  | À déterminer                                               | Felletin                 | À déterminer                                                         | Représente Philippe Quinault. | À déterminer | à géolocaliser                   | Buste de Philippe Quinault                                                                   |
| Multiples                                   | François Michaud                                           | Fransèches               | À déterminer                                                         | | À déterminer | à géolocaliser                   | Multiples                                                                                    |
| Buste du docteur Charles Villard,           | Vincent Estaque                                            | Guéret                   | Dans le jardin public                                                | L'original de 1911 réalisé par Henri Coutheillas est fondu sous le régime de Vichy, dans le cadre de la mobilisation des métaux non ferreux. | 2007         | à géolocaliser                   | Image manquante                                                                              |
| Le Cube                                     | Piotr Kowalski                                             | Guéret                   | Lycée Jean-Favart                                                    | | 1970         | 46° 10′ 07″ nord, 1° 51′ 19″ est | Image manquante                                                                              |
| Fil rouge                                   | Patricia d'Isola, Christophe Lefrançois, Katerine Louineau | Guéret                   | Bibliothèque intercommunale                                          | | 2011         | 46° 10′ 10″ nord, 1° 52′ 17″ est | Image manquante                                                                              |
| Moutier d'Ahun Mil                          | Mario Botta                                                | Moutier-d'Ahun           | Abbatiale                                                            | | 1997         | 46° 05′ 28″ nord, 2° 03′ 15″ est | Image manquante                                                                              |
| Statue de Notre Dame de l'Espérance         | À déterminer                                               | Roches                   | Sur la pierre aux fées                                               | | 1877         | à géolocaliser                   | Statue de Notre Dame de l'Espérance                                                          |
| Enfant à la corne d'abondance               | À déterminer                                               | Saint-Sulpice-les-Champs | À déterminer                                                         | | À déterminer | à géolocaliser                   | Image manquante                                                                              |
| Amour et vase, allégorie d'une rivière      | À déterminer                                               | Sainte-Feyre             | Sur la place de la Mairie                                            | | À déterminer | à géolocaliser                   | Image manquante                                                                              |
| Buste du docteur Alphonse Vincent,          | Évariste Jonchère                                          | Sardent                  | Place du docteur Vincent (anciennement place de l'église)            | L'original de 1937 est fondu sous le régime de Vichy, dans le cadre de la mobilisation des métaux non ferreux.                               | 1956         | à géolocaliser                   | Image manquante                                                                              |

### Fontaines
| Œuvre                            | Auteur                      | Commune                | Localisation                                                         | Notes             | Installation | Coordonnées                      | Illustration                 |
| -------------------------------- | --------------------------- | ---------------------- | -------------------------------------------------------------------- | ----------------- | ------------ | -------------------------------- | ---------------------------- |
| Fontaine                         | À déterminer                | Ahun                   | À déterminer                                                         | Inscrit MH (1926) | À déterminer | à géolocaliser                   | Fontaine                     |
| Fontaine                         | À déterminer                | Aubusson               | Sur la place Général-Espagne                                         | Inscrit MH (1926) | À déterminer | 45° 57′ 29″ nord, 2° 10′ 22″ est | Fontaine à Aubusson          |
| Fontaine des Vallenet            | À déterminer                | Aubusson               | Sur la place de l'Ancienne-Halle                                     | Inscrit MH (1926) | À déterminer | à géolocaliser                   | Fontaine des Vallenet        |
| Fontaine                         | À déterminer                | Bénévent-l'Abbaye      | Sur la place du Marché                                               | Inscrit MH (1926) | À déterminer | 46° 07′ 06″ nord, 1° 37′ 46″ est | Fontaine à Bénévent-l'Abbaye |
| Fontaine de la République        | À déterminer                | Boussac                | Sur la place de l'Hôtel-de-Ville                                     |                   | À déterminer | 46° 20′ 54″ nord, 2° 12′ 53″ est | Fontaine de la République    |
| Fontaine                         | À déterminer                | Gentioux               | Près du lavoir                                                       |                   | À déterminer | à géolocaliser                   | Image manquante              |
| Fontaine de la Baigneuse         | À déterminer                | Guéret                 | Dans le jardin public                                                |                   | À déterminer | 46° 09′ 58″ nord, 1° 52′ 18″ est | Fontaine de la Baigneuse     |
| Fontaine de l'Enfant à la vasque | À déterminer                | Guéret                 | Rue des Sabots                                                       |                   | À déterminer | 46° 10′ 16″ nord, 1° 52′ 06″ est | Image manquante              |
| Fontaine des Trois Grâces        | Copie d'après Germain Pilon | Guéret                 | Sur la place Bonnyaud                                                |                   | 1886         | 46° 10′ 07″ nord, 1° 52′ 14″ est | Fontaine des Trois Grâces    |
| Fontaine de Cérès                | À déterminer                | Royère-de-Vassivière   | Sur la place de la Mayade                                            | Représente Cérès  | 1871         | 45° 50′ 28″ nord, 1° 54′ 40″ est | Fontaine de Cérès            |
| Fontaine de la République        | À déterminer                | Saint-Georges-la-Pouge | Sur la place de la Marianne, à l'intersection de la RD 3 et la RD 45 |                   | À déterminer | 45° 59′ 37″ nord, 1° 58′ 14″ est | Fontaine de la République    |

### Œuvres disparues ou retirées
| Œuvre                    | Auteur                     | Commune  | Localisation                  | Notes | Installation | Coordonnées                      | Illustration    |
| ------------------------ | -------------------------- | -------- | ----------------------------- | --- | ------------ | -------------------------------- | --------------- |
| Buste d'Amédée Le Faure, | Jean-Louis-Désiré Schrœder | Vallière | Contre la façade de la mairie | Représentait Amédée Le Faure. Fondu sous le régime de Vichy, dans le cadre de la mobilisation des métaux non ferreux. Le piédestal reste vide. | 1883         | 45° 54′ 25″ nord, 2° 02′ 06″ est | Image manquante |